# Henry Washington Hilliard
Henry Washington Hilliard, född 4 augusti 1808 i Fayetteville i North Carolina, död 17 december 1892 i Atlanta i Georgia, var en amerikansk diplomat, militär och politiker. Han var ledamot av USA:s representanthus 1845–1851. Som kongressledamot representerade han Whigpartiet och i presidentvalet i USA 1856 var han elektor för Knownothings.
År 1845 efterträdde Hilliard James Edwin Belser som kongressledamot och efterträddes 1851 av James Abercrombie.
Hilliard tjänstgjorde som överste i sydstatsarmén i amerikanska inbördeskriget trots att han hade varit motståndare till Alabamas utträde ur USA. Han var chef för USA:s diplomatiska beskickning i Brasilien 1877–1881.
Hilliard är begravd på Oakwood Cemetery i Montgomery i Alabama.